# Grand River Transit

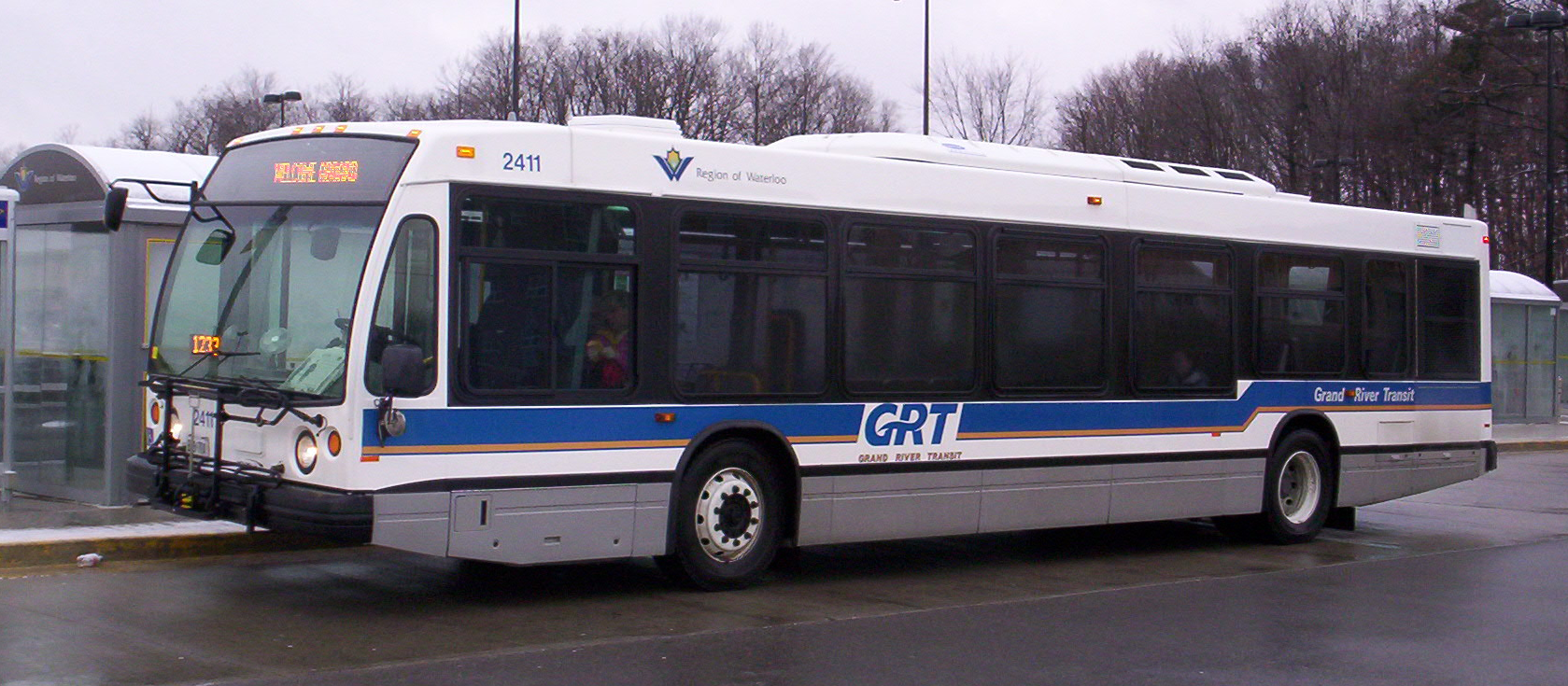
GRT Nova Bus

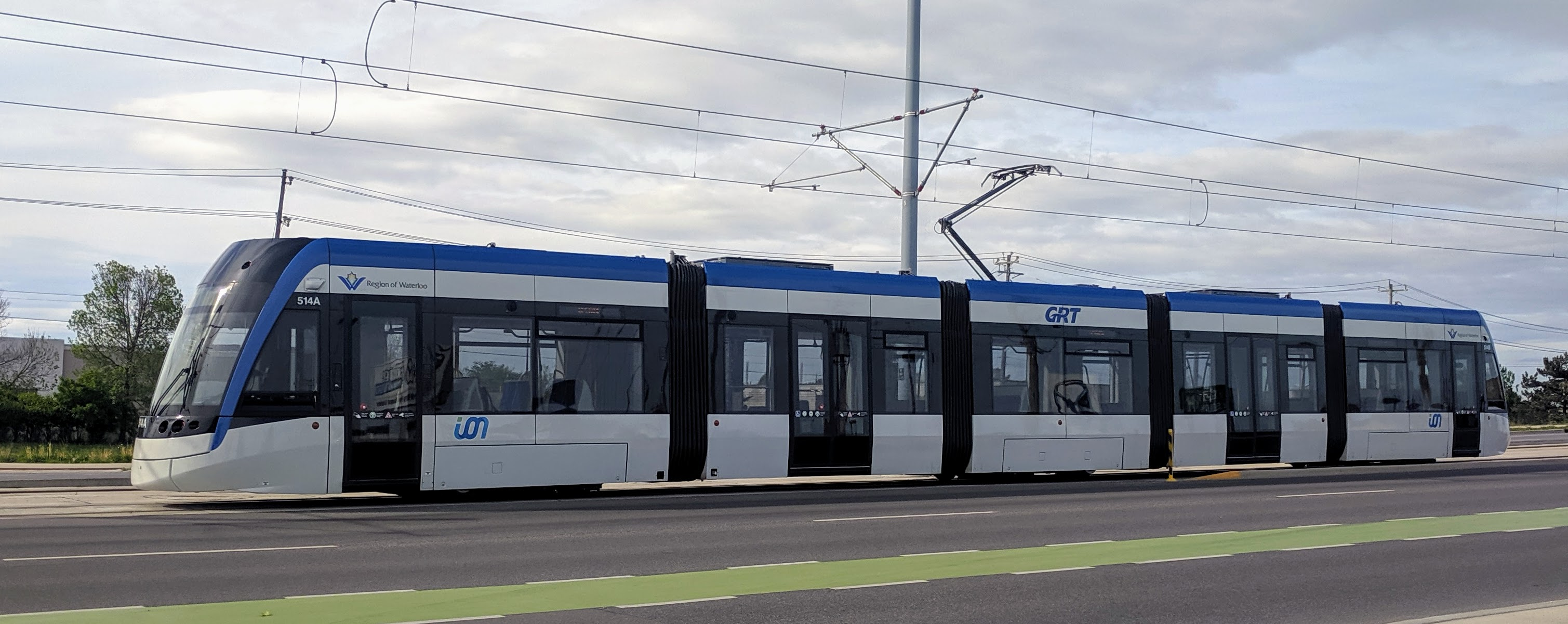
GRT Bombardier Freedom

Grand River Transit (GRT) ist das größte Verkehrsunternehmen für die Region Waterloo, Ontario, Kanada. Es betreibt tägliche Busverbindungen in der Region, hauptsächlich in den Städten Kitchener, Waterloo und Cambridge, sowie das Nahverkehrssystem Ion rapid transit, das am 21. Juni 2019 seinen Betrieb aufnahm. Es wurde nach dem Grand River benannt, der durch die Region fließt; Die Benennung erinnert auch an die Grand River Railway, eine ehemalige elektrische Eisenbahn, die das Gebiet im frühen zwanzigsten Jahrhundert bediente. GRT ist Mitglied der Canadian Urban Transit Association.
Grand River Transit hat mehr als 250 Busse und 35 MobilityPLUS-Fahrzeuge in seiner Flotte. Die Flotte besteht aus einer Mischung aus Nova Bus LFS-Bussen und New Flyer Industries XD-40-Bussen. Für die Ionen-Stadtbahn hat GRT vierzehn Flexity Freedom-LRVs.
Der MobilityPLUS-Dienst von GRT befördert Personen mit eingeschränkter Mobilität mit kleinen Bussen. Bei MobilityPLUS registrierte Personen können Fahrten innerhalb der Stadtgrenzen von Cambridge, Kitchener und Waterloo im Voraus buchen.